# Championnat du Chili de football 1991
Navigation
Saison précédente Saison suivante
La saison 1991 du Championnat du Chili de football est la cinquante-neuvième édition du championnat de première division au Chili. Les seize meilleurs clubs du pays sont regroupés au sein d'une poule unique où ils s'affrontent deux fois au cours de la saison, à domicile et à l'extérieur. À la fin du championnat, les deux derniers du classement sont relégués et remplacés par les deux meilleurs clubs de Segunda División, la deuxième division chilienne tandis que les 13e et 14e doivent passer par le barrage de promotion-relégation.
C'est le club de Colo Colo, double tenant du titre, qui remporte à nouveau le championnat cette saison après avoir terminé en tête du classement final, avec cinq points d'avance sur l'un des promus, le CD Coquimbo Unido et six sur le CD Universidad Católica. C'est le dix-huitième titre de champion du Chili de l'histoire du club. C'est la première fois depuis le Deportes Magallanes entre 1933 et 1935 qu'un club remporte trois titres consécutifs de champion.
En plus de remporter un troisième titre consécutif de rang, Colo Colo devient le premier club chilien à gagner la Copa Libertadores. Qualifié d'office pour l'édition 1992, ce succès permet au Chili d'avoir trois représentants, qui sont donc Colo Colo, champion, Coquimbo Unido, son dauphin et le vainqueur de la Liguilla pré-Libertadores. Enfin, une nouvelle compétition est mise en place par la CONMEBOL; il s'agit de la Copa CONMEBOL qui offre une place au meilleur club chilien non qualifié pour la Copa Libertadores.

## Les clubs participants
| - Colo Colo - CD Universidad Católica - CF Universidad de Chile - Unión Española - CD Coquimbo Unido - Promu de Segunda División - Provincial Osorno - Promu de Segunda División - Club de Deportes Cobreloa - CD Arturo Fernandez Vial | - CD Everton de Viña del Mar - Club de Deportes Cobresal - Club Deportivo O'Higgins - Deportes La Serena - Club Deportivo Palestino - Santiago Wanderers - Club Deportes Concepción - Club de Deportes Antofagasta - Promu de Segunda División |

## Compétition
Le barème utilisé pour établir le classement est le suivant :
- Victoire : 2 points
- Match nul : 1 point
- Défaite : 0 point

### Classement
| Rang | Équipe                        | Pts | J  | G  | N  | P  | Bp | Bc | Diff |
| ---- | ----------------------------- | --- | -- | -- | -- | -- | -- | -- | ---- |
| 1    | Colo ColoT CL                 | 44  | 30 | 18 | 8  | 4  | 57 | 25 | +32  |
| 2    | CD Coquimbo UnidoP            | 39  | 30 | 15 | 9  | 6  | 41 | 31 | +10  |
| 3    | CD Universidad CatólicaC      | 38  | 30 | 16 | 6  | 8  | 54 | 38 | +16  |
| 4    | Club Deportivo O'Higgins      | 37  | 30 | 15 | 7  | 8  | 50 | 33 | +17  |
| 5    | CD Arturo Fernandez Vial      | 32  | 30 | 13 | 6  | 11 | 28 | 33 | -5   |
| 6    | Club de Deportes Cobreloa     | 31  | 30 | 13 | 5  | 12 | 57 | 40 | +17  |
| 7    | Club Deportes Concepción      | 31  | 30 | 11 | 9  | 10 | 43 | 49 | -6   |
| 8    | Club de Deportes AntofagastaP | 29  | 30 | 8  | 13 | 11 | 22 | 24 | -2   |
| 9    | Club Deportivo Palestino      | 29  | 30 | 7  | 15 | 8  | 39 | 43 | -4   |
| 10   | Deportes La Serena            | 28  | 30 | 11 | 6  | 13 | 42 | 56 | -14  |
| 11   | Club de Deportes Cobresal     | 27  | 30 | 8  | 11 | 11 | 43 | 35 | +8   |
| 12   | Unión Española                | 27  | 30 | 10 | 7  | 13 | 50 | 49 | +1   |
| 13   | CD Everton de Viña del Mar    | 27  | 30 | 10 | 7  | 13 | 35 | 39 | -4   |
| 14   | CF Universidad de Chile       | 23  | 30 | 7  | 9  | 14 | 36 | 39 | -3   |
| 15   | Provincial OsornoP            | 19  | 30 | 5  | 9  | 16 | 35 | 66 | -31  |
| 16   | Santiago Wanderers            | 19  | 30 | 3  | 13 | 14 | 26 | 58 | -32  |

|  | Qualification pour la Copa Libertadores 1992                                                                                 |
|  | Qualification pour la Liguilla pré-Libertadores                                                                              |
|  | Participation au barrage de promotion-relégation                                                                             |
|  | Relégation directe en Segunda Division                                                                                       |
|  | T : Tenant du titre CL : Vainqueur de la Copa Libertadores 1991 C : Vainqueur de la Copa Chile P : Promu de Segunda Division |

### Liguilla pré-Libertadores
La Liguilla est disputé en deux phases. Les six équipes jouent un premier tour en matchs aller-retour, puis les trois qualifiés, rejoint par le mieux classé des trois éliminés, s'affrontent au sein d'une poule.
Premier tour :
| Équipe 1                     | Résultat | Équipe 2                  | Aller | Retour |
| ---------------------------- | -------- | ------------------------- | ----- | ------ |
| Club de Deportes Antofagasta | 3 - 1    | Club de Deportes Cobreloa | 0 - 0 | 3 - 1  |
| Club Deportes Concepción     | 3 - 2    | CD Arturo Fernandez Vial  | 1 - 0 | 2 - 2  |
| Club Deportivo O'Higgins     | 2 - 1    | CD Universidad Católica   | 1 - 0 | 1 - 1  |

- Le CD Universidad Católica est qualifié en tant que mieux classé des trois éliminés.

Poule finale :
| Rang | Équipe                       | Pts | J | G | N | P | Bp | Bc | Diff |
| ---- | ---------------------------- | --- | - | - | - | - | -- | -- | ---- |
| 1    | CD Universidad Católica      | 6   | 3 | 3 | 0 | 0 | 8  | 2  | +6   |
| 2    | Club Deportivo O'Higgins     | 3   | 3 | 1 | 1 | 1 | 2  | 3  | -1   |
| 3    | Club de Deportes Antofagasta | 2   | 3 | 1 | 0 | 2 | 3  | 4  | -1   |
| 4    | Club Deportes Concepción     | 1   | 3 | 0 | 1 | 2 | 2  | 6  | -4   |

|  | Qualification pour la Copa Libertadores 1992 |
|  | Qualification pour la Copa CONMEBOL 1992     |

### Barrage de promotion-relégation
Les 13e et 14e du classement affrontent en barrage les deuxièmes des deux poules géographiques de Segunda División. Les deux clubs de Primera Division, le CD Everton de Viña del Mar et le CF Universidad de Chile se maintiennent parmi l'élite après avoir terminé en tête de la poule de promotion-relégation.

## Bilan de la saison
| Championnat du Chili de football 1991 |                                           |
| Champion                              | Colo Colo (18e titre)                     |
| Coupes et trophées                    |                                           |
| Vainqueur de la Coupe du Chili 1991   | CD Universidad Católica                   |
| Qualifications continentales          |                                           |
| Copa Libertadores 1992                | Colo Colo (tenant)                        |
| Copa Libertadores 1992                | CD Coquimbo Unido                         |
| Copa Libertadores 1992                | CD Universidad Católica                   |
| Copa CONMEBOL 1992                    | Club Deportivo O'Higgins                  |
| Promotions et relégations             |                                           |
| Promus en Primera División            | Deportes Temuco Club Deportivo Huachipato |
| Relégués en Segunda División          | Provincial Osorno Santiago Wanderers      |